# Megalaemyia excellens
Megalaemyia excellens är en tvåvingeart som först beskrevs av Friedrich Georg Hendel 1914.  Megalaemyia excellens ingår i släktet Megalaemyia och familjen fläckflugor.
Artens utbredningsområde är Bolivia. Inga underarter finns listade i Catalogue of Life.